# 瑟沃爾欣鄉

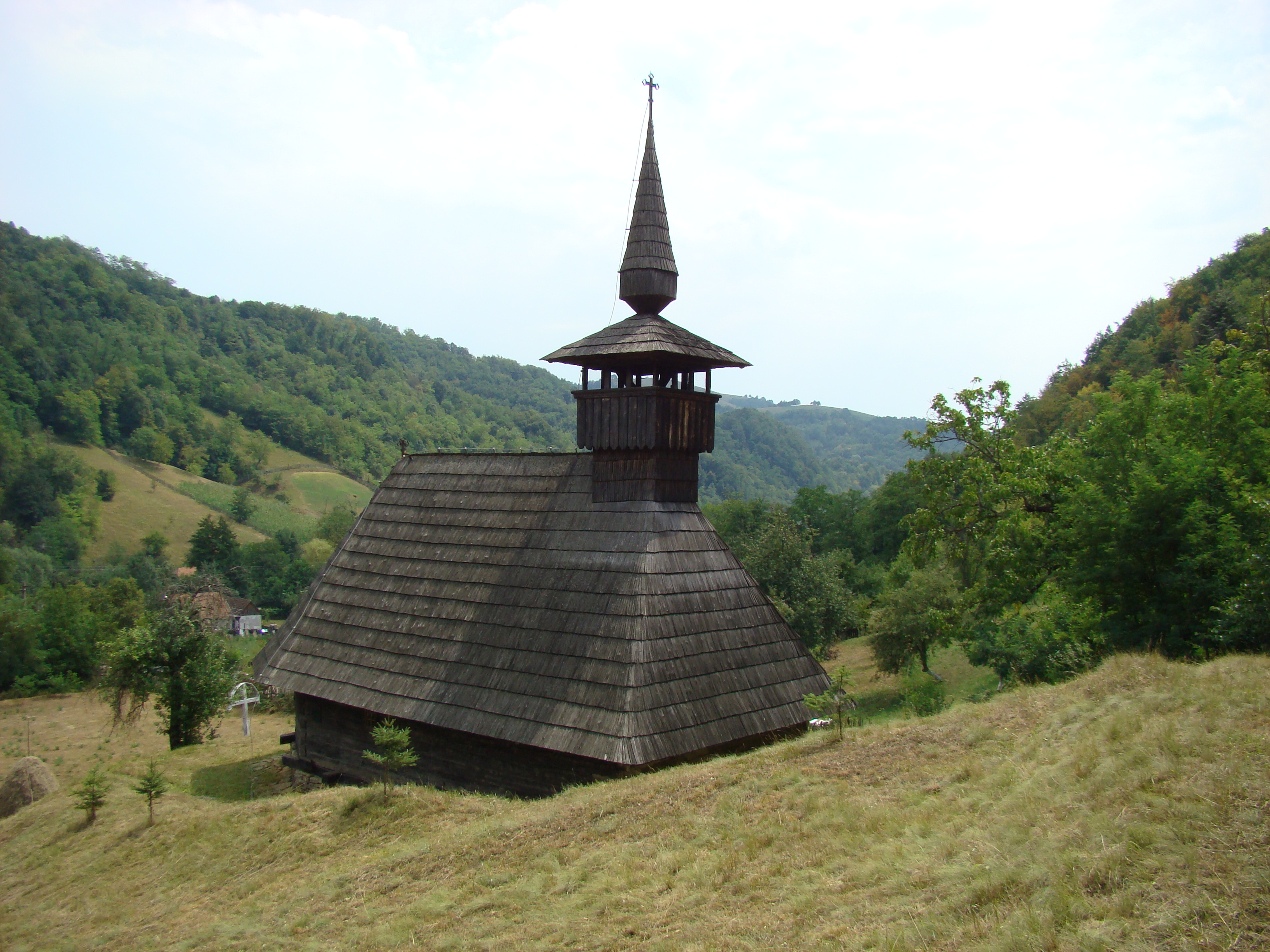
瑟沃爾欣鄉

46°01′N 22°14′E / 46.017°N 22.233°E
瑟沃爾欣鄉（羅馬尼亞語：Comuna Săvârșin, Arad），是羅馬尼亞的鄉份，位於該國西部，由阿拉德縣負責管轄，面積215平方公里，海拔高度179米，2011年人口2,890，人口密度每平方公里15人。